# Ислам в Албании
Ислам является самой молодой религией Албании и албанцев в целом. Несмотря на то что современную Албанию нельзя назвать типично мусульманской страной, количество мусульман среди коренного населения доходит до 82.1% от населения страны. В отличие от Косово, влияние ислама в Албании ослабевает по мере интеграции страны в общеевропейское пространство. Тем не менее, долгое время Албанию было принято считать единственной официально признанной страной, полностью расположенной в Европе и при этом имеющей мусульманское большинство.

## Численность
Ислам по сей день исповедует подавляющая часть населения Албании. Примечательно, что одна из мусульманских организаций даже выступила с протестом, когда президент страны Альфред Моисиу, занимавший этот пост в 2002—2007 годах, назвал Албанию христианской страной. Главе государства потом пришлось дезавуировать своё заявление.
Согласно итальянским данным от 1942 года при общей численности населения Албании в 1,128,143 человек, мусульмане составляли 69 % (779,417 человек). В настоящее время, согласно Всемирной книге фактов ЦРУ, 70 % населения страны являются мусульманами. Однако, по данным Pew Research Center по состоянию на 2009 год процентное количество мусульман в Албании было даже 79,9 %. 
По переписи Албании 2011 года в стране насчитывалось 1,587,608 мусульман (56,70 % населения страны) и 58,628 бекташей (2,09 %).

## История

### Появление ислама
Ислам начал проникать на территорию нынешней Албании начиная с XIV века, с момента завоевания Османской империей Балканского полуострова. Изначально в ислам перешли большинство албанских феодалов, стремившиеся таким способом сохранить и укрепить своё имущество и привилегии. Даже после установления здесь османской администрации, жители продолжали сохранять христианскую веру. По данным турецкого историка О. Барка, относящимся к 1530—1535 годам, в Эльбасанском санджаке имелось 8916 христианских (94,5%) и 526 мусульманских (5,5%) хозяйств. Примерно аналогичная ситуация наблюдалась и в 
Шкодринском санджаке. Процесс исламизации, начавшийся в XVI веке, принял особо широкий размах в XVII веке, чему в большей степени способствовала налоговая политика османских властей. Порта в несколько раз увеличило для христиан подушный ежегодный налог — джизья (например во Влёрском санджаке в начале XVI века с дома взималось 40—50 акче, а уже в начале XVII века оно достигло 305 акче). Поскольку те семьи, которые принимали мусульманскую веру, освобождались от выплаты джизьи, а увеличившиеся для христианских семей налоогоблажение становилось непосильным бременем, то последние в силу сложившихся обстоятельств вынуждены были переходить в ислам. Массовая исламизация в Северной Албании приходится на XVII век, а в первой половине XVIII в. этот процесс принял особый размах в Южной Албании. В первые десятилетия XVII века приблизительно от 30 до 50 % населения Северной Албании приняли ислам. Ислам принимали прежде всего мужчины, являвшиеся чаще всего главами семьи, в то время как женщины во многих случаях оставались христианками до самой смерти. Однако последующее поколение уже бывало исламизировано.
В XV—XIX веках большинство албанцев впервые за свою историю объединились политически, территориально и экономически под знамёнами ислама. В обмен на переход в ислам турецкие султаны сделали албанцев опорой своей власти на Балканах. Несмотря на то что в зените Османской империи на Балканах ислам исповедовали до 80 % албанцев, его реальное проникновение в жизнь албанского общества оставалось и остаётся под вопросом. В целом, ислам в Албании рассматривался как средство продвижения по карьерной лестнице в условиях новой власти. Православие и католичество продолжали тайно исповедоваться на протяжении всего османского периода. Более того, большинство албанцев-аранутов, расселённых османами в греческих землях к югу продолжали придерживаться православия и постепенно вошли в состав греческого народа после обретения им независимости в 1830 году. Часть православных албанцев (арбереши), не смирилась с турецким режимом и переселилась в Южную Италию, долгое время поддерживая давние православные традиции на юге этой страны, хотя со временем большинство их потомков постепенно перешло в католичество. Также, после обретения Албанией независимости в 1912 году, в стране началось усиление влияния Италии, что опять привело к росту популярности католичества, как правило за счёт ислама. Запрет на любое вероисповедание в социалистической Албании 1964—1989 годов привёл к распространению атеизма и агностицизма.

## Религиозная специфика
Периферийность Албании, а также постоянные нашествия разноязычных, разнорелигиозных народов нашли своё отражение в своеобразном восприятии религии албанцами, в том числе албанцами-мусульманами. Мусульмане Востока находили некоторые обычаи албанцев-мусульман просто абсурдными. Православные, католические, мусульманские и даже древние иллирийские культы часто соблюдались в одной и той же семье, члены которой при этом носили одновременно и христианские, и мусульманские имена. Поэтому, в отличие от южнославянских народов, розни на религиозной почве у албанцев никогда не наблюдалось. В результате смешения различных религий в Албании возникло направление бекташи, ставшее ядром идеи борьбы за независимость Албании.  Так или иначе, но этнические албанцы всегда ставили национально-языковую принадлежность выше религиозной.

## Современное положение
После обретения независимости влияние ислама в стране быстро ослабевало. Было отменено многожёнство, а намаз стал читаться по-албански, стоя и без поклонов. В 1967—1991 годах страна была официально атеистической. Более того, бывший президент страны православный Альфред Моисиу даже назвал Албанию христианской страной, хотя в ответ он получил немало критики со стороны гуманитарной интеллигенции, объединённой в мусульманские организации, которые сохраняют заметное влияние, даже несмотря на относительно небольшое членство.